# Mirăslău
Mirăslău é uma comuna romena localizada no distrito de Alba, na região histórica da Transilvânia. A comuna possui uma área de 66.59 km² e sua população era de 2222 habitantes segundo o censo de 2007.